# Товаменсінг-Трейлс (Пенсільванія)
Товаменсінг-Трейлс (англ. Towamensing Trails) — переписна місцевість (CDP) в США, в окрузі Карбон штату Пенсільванія. Населення — 2317 осіб (2020).

## Географія
Товаменсінг-Трейлс розташований за координатами 40°59′39″ пн. ш. 75°34′55″ зх. д. / 40.99417° пн. ш. 75.58194° зх. д. (40.994200, -75.581839).  За даними Бюро перепису населення США в 2010 році переписна місцевість мала площу 16,14 км², з яких 15,39 км² — суходіл та 0,75 км² — водойми.

## Демографія
Згідно з переписом 2010 року, у переписній місцевості мешкали 2292 особи в 949 домогосподарствах у складі 681 родини. Густота населення становила 142 особи/км².  Було 2290 помешкань (142/км²).
Расовий склад населення:
| - 88,2 % — білих - 7,7 % — чорних або афроамериканців - 0,9 % — азіатів - 0,3 % — корінних американців - 1,4 % — осіб інших рас |

До двох чи більше рас належало 1,6 %. Частка іспаномовних становила 7,4 % від усіх жителів.
За віковим діапазоном населення розподілялося таким чином: 20,3 % — особи молодші 18 років, 61,3 % — особи у віці 18—64 років, 18,4 % — особи у віці 65 років та старші. Медіана віку мешканця становила 47,1 року. На 100 осіб жіночої статі у переписній місцевості припадало 103,0 чоловіків;  на 100 жінок у віці від 18 років та старших — 101,3 чоловіків також старших 18 років.
Середній дохід на одне домашнє господарство  становив 71 720 доларів США (медіана — 64 295), а середній дохід на одну сім'ю — 65 960 доларів (медіана — 57 031). За межею бідності перебувало 6,5 % осіб, у тому числі 25,5 % дітей у віці до 18 років та 0,0 % осіб у віці 65 років та старших.
Цивільне працевлаштоване населення становило 1013 осіб. Основні галузі зайнятості: освіта, охорона здоров'я та соціальна допомога — 19,6 %, роздрібна торгівля — 18,1 %, виробництво — 12,0 %, мистецтво, розваги та відпочинок — 11,9 %.